# Teleutaea diminuta
Teleutaea diminuta là một loài tò vò trong họ Ichneumonidae.